# Michał Bartczak
Michał Bartczak (ur. 27 lutego 1987 w Pabianicach) – polski piłkarz ręczny, prawoskrzydłowy, od 2017 zawodnik Chrobrego Głogów.

## Kariera sportowa
Wychowanek ChKS-u Łódź, z którym w 2002 zdobył mistrzostwo Polski młodzików. Od 2003 występował w barwach łódzkiej drużyny w rozgrywkach seniorów (w III i II lidze). W 2005 przeszedł do Vive Kielce, z którym podpisał siedmioletni kontrakt. Będąc graczem kieleckiej drużyny występował w europejskich pucharach, m.in. w sezonie 2007/2008 zdobył 15 goli w Pucharze EHF. W 2008 przeszedł do Warmii Olsztyn. W sezonie 2010/2011, w którym rzucił 124 bramki w 25 meczach, był obok Sebastiana Rumniaka najlepszym strzelcem olsztyńskiej drużyny w Superlidze. W sezonie 2011/2012 zdobył w rozgrywkach ligowych 102 gole (najwięcej w zespole Warmii). W latach 2012–2017 był zawodnikiem Zagłębia Lubin. W 2017 przeszedł do Chrobrego Głogów.
W 2006 wystąpił w mistrzostwach Europy U-20 w Austrii, podczas których zagrał w sześciu meczach i rzucił 22 bramki. W 2007 wystąpił w turnieju kwalifikacyjnym do mistrzostw świata U-21 w Macedonii, w którym zdobył 18 goli w spotkaniach z Włochami U-21 (33:31), Rosją U-21 (22:31) i Serbią U-21 (29:34). Występował też w reprezentacji Polski B, a w 2012 wziął udział w akademickich mistrzostwach świata w Brazylii (4. miejsce).
W reprezentacji Polski zadebiutował 31 października 2012 w wygranym meczu z Holandią (33:22), w którym zdobył trzy gole. W 2013 uczestniczył w mistrzostwach świata w Hiszpanii – wystąpił w czterech meczach, w których rzucił siedem bramek (skuteczność: 88%). Na początku czerwca 2013 zagrał w towarzyskim turnieju Scandinavian Open, zdobywając gola w przegranym spotkaniu z Norwegią (23:24).

## Sukcesy
Vive Kielce
- Puchar Polski: 2005/2006